# Noctua lineata
Noctua lineata är en fjärilsart som beskrevs av Harrison 1937. Noctua lineata ingår i släktet Noctua och familjen nattflyn. Inga underarter finns listade i Catalogue of Life.